# Condeixa-a-Velha
Condeixa-a-Velha è stata una freguesia portoghese nel comune di Condeixa-a-Nova, distretto di Coimbra, con una superficie di 24,18 km² e 3.472 abitanti (2011). La sua densità di popolazione era di 143,6 ab/km².
Fu fondata da parte del cittadini di Conimbriga, fuggita dopo l'attacco alla città romana da parte degli Svevi, originari della Germania.
Nel 2013 è stata fusa a Condeixa-a-Nova costituendo una nuova freguesia denominata União das Freguesias de Condeixa-a-Velha e Condeixa-a-Nova con sede a Condeixa-a-Nova